# Aspidistra atroviolacea
Aspidistra atroviolacea är en sparrisväxtart som beskrevs av Tillich. Aspidistra atroviolacea ingår i släktet Aspidistra och familjen sparrisväxter. Inga underarter finns listade i Catalogue of Life.